# Teungoh Beureghang
Teungoh Beureghang is een bestuurslaag in het regentschap Aceh Utara van de provincie Atjeh, Indonesië. Teungoh Beureghang telt 459 inwoners (volkstelling 2010).